# Propaganda Due
Propaganda Due, äv. Propaganda 2, P2, var en italiensk frimurarloge grundad 1877 för att möjliggöra logebesök och samvaro för medlemmar som inte kunde besöka sin egen loge. I mitten av 1960-talet hade den bara 14 medlemmar, men sedan Licio Gelli tagit över ordförandeskapet ökade medlemsantalet snabbt till över 1000 st.
Även om Mussolini förbjöd frimurarloger 1925 tilläts de att verka, men en särskild lag såg till att "hemliga" sammanslutningar inte fick förekomma. Huvudlogen i italienska frimurarorden, Grande Oriente d'Italia, tog avstånd från Gellis loge, återtog 1976 dess patent vilket uteslöt logen och dess medlemmar från det erkända, reguljära frimureriet, vidtog disciplinära åtgärder mot medlemmar med anknytning till P2 och förklarade sig endast acceptera lagliga och erkända loger. Andra lagar förbjöd vissa kategorier av statstjänstemän att vara medlemmar i sådana organisationer. Dessa lagar har ifrågasatts av den europeiska domstolen för mänskliga rättigheter, ECHR.
P2 uppmärksammades först då en av Milanos största banker, Banco Ambrosiano, gick bankrutt och då bankens tidigare VD Roberto Calvi hittades död i London. Först antog man att Calvi begått självmord, men man har sedan konstaterat att han bragts om livet.
Roberto Calvis anknytning till Licio Gelli hamnade under polisens och medias granskning och kom att avslöja den dittills hemliga logen. Polisen hittade i mars 1981 en medlemsförteckning i Gellis hus, en förteckning med över 900 namn, varibland återfanns mycket högt uppsatta statstjänstemän, några politiker (bland annat senare premiärminister Silvio Berlusconi) och ett antal officerare av vilka flera tjänstgjorde i den italienska militära underrättelsetjänsten SISMI. Ytterligare en berömd medlem var Victor Emanuel, prins av Neapel och familjeöverhuvud i Huset Savojen. Ett annat dokument som återfanns bland Gellis tillhörigheter, kallat Piano di Rinascita Democratica (ung. "Plan för demokratiskt pånyttfödande"), beskrev logens mål och syfte, i huvudsak skapandet av en ny politisk och ekonomisk elit med syftet att leda Italien mot en mer auktoritär och antikommunistisk form av demokrati. Den dåvarande premiärministern Arnaldo Forlani tvingades avgå och till ersättare utsågs Giovanni Spadolini från Partito Repubblicano Italiano, det italienska republikanska partiet, att leda den center-vänsterorienterade regeringen. Spadolini blev den förste statsministern som inte tillhörde kristdemokraterna i partiet Democrazia Cristiana.
Logen granskades sedan av en parlamentär kommitté under ledning av Tina Anselmi från Democrazia Cristiana. Slutsatsen blev att P2 var en hemlig organisation med brottsligt syfte, även om man aldrig hittade några bevis för att något formellt brott begåtts. Beskyllningarna gällande hemliga internationella kontakter, huvudsakligen med Argentina (Gelli hävdade ofta att han var nära vän till Juan Perón) och CIA bekräftades delvis. Dock kom snart den politiska debatten att överskugga de legala aspekterna i fallet.
Det har flera gånger framförts misstankar om att P2 var inblandat i mordet på Aldo Moro som kidnappades och sköts av Röda Brigaderna efter att italienska säkerhetstjänsten misslyckats med att förhandla fram en lösning, men dessa misstankar har aldrig bekräftats. Man försökte också koppla samman P2 med  bombattentatet på centralstationen i Bologna i augusti 1980, som en del av sin taktik att skapa politisk oro. Man har också försökt påvisa att P2 understödde italienska högerextremistgrupper, men inte heller detta kunde bevisas.